# 패트리샤 엘리스

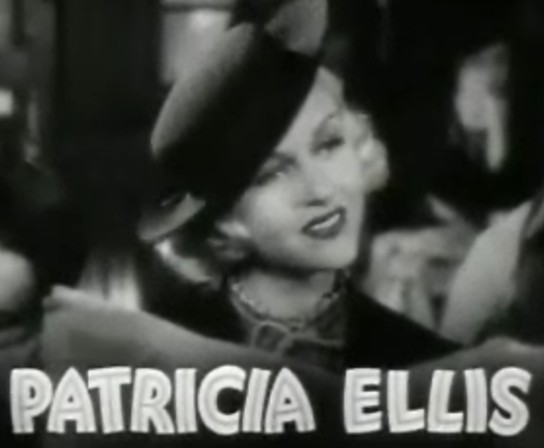

패트리샤 엘리스(Patricia Ellis, 1916년 5월 20일 ~ 1970년 3월 26일)는 미국의 배우, 영화배우이다.
버밍햄에서 태어났으며 캔자스시티에서 사망하였다. 사인은 암이다.

## 영화
- 픽쳐 스내처 (1933년)
- 더 월드 체인지 (1933년)
- 엘머, 더 그레이트 (1933년) - 넬리 풀 역
- 42번가 (1933년)
- 쓰리 온 어 매치 (1932년) - 린다 역